# Blyford
Blyford är en by och en civil parish i distriktet East Suffolk i grevskapet Suffolk i England. Orten har 110 invånare. Byn nämndes i Domedagsboken (Domesday Book) år 1086, och kallades då Blideforda.